# Дикон, Эмос
Эмос Роджерс Литтл Дикон (англ. Amos Rogers Little Deacon; 28 мая 1904, Филадельфия, Пенсильвания — 9 октября 1982, Санта-Барбара, Калифорния) — американский хоккеист на траве, нападающий. Бронзовый призёр летних Олимпийских игр 1932 года, участник летних Олимпийских игр 1936 года.

## Биография
Эмос Дикон родился 28 мая 1904 года в американском городе Филадельфия.
Играл в хоккей на траве за «Джермантаун» из Пенсильвании.
В 1932 году вошёл в состав сборной США по хоккею на траве на летних Олимпийских играх в Лос-Анджелесе и завоевал бронзовую медаль. Играл на позиции нападающего, провёл 1 матча, мячей не забивал.
В 1936 году вошёл в состав сборной США по хоккею на траве на летних Олимпийских играх в Берлине, поделившей 10-11-е места. Играл на позиции нападающего, провёл 2 матча, мячей не забивал.
Умер 9 октября 1982 года в американском городе Санта-Барбара в штате Калифорния.